# Dioptryka
Dioptryka (gr. dioptriké, διοπτρική) – dział optyki zajmujący się badaniami zjawisk załamywania światła, szczególnie przez soczewki.
Termin ten wprowadził Johannes Kepler w swoim dziele z 1611 roku: Dioptryka, czyli dowód na to, jak obraz staje się widoczny dzięki nowo wynalezionemu teleskopowi (oryg. fr. Dioptrice seu demonstratio eorum quae visui & visibilibus propter Conspicilla ita pridem inventa accident). 
Z tego powodu refraktory, czyli teleskopy używające do obrazowania soczewek są czasami nazywane teleskopami dioptrycznymi. W tym samym kontekście mówi się także o obiektywach dioptrycznych, które wykorzystują wyłącznie soczewki (a nie lustra, czy kombinacje luster i soczewek).
Za badania dioptryki oka, w roku 1911 Nagrodę Nobla w dziedzinie fizjologii lub medycyny otrzymał Allvar Gullstrand.